# 渡田均

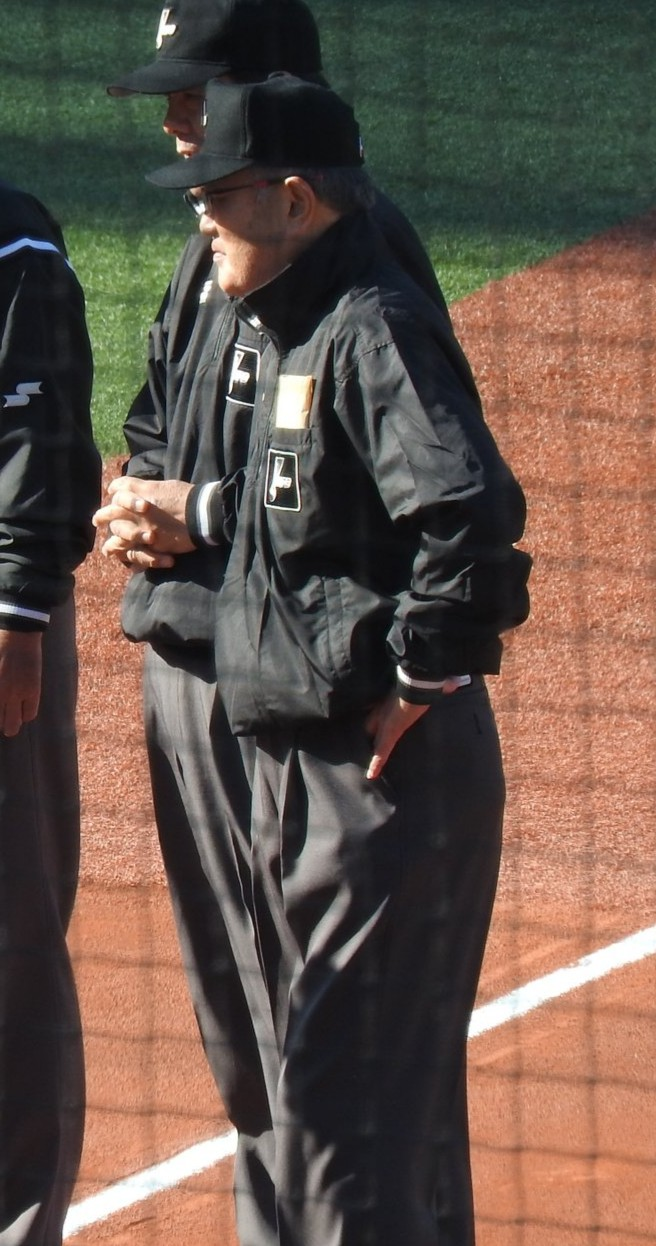
2017年11月23日 横浜スタジアムにて

渡田 均（わたりだ ひとし、1958年5月1日 - 2020年7月6日）は広島県出身のプロ野球審判員。現役引退時の審判員袖番号は31（1988年の袖番号初採用時から）。

## 来歴・人物
関西大倉高等学校、大阪体育大学時代はラグビー選手という異色の経歴であり、大学時代はフランカーとして活躍するも、腰痛のため選手を断念。その後1982年にセントラル・リーグ審判員として採用された。1985年に一軍初出場を果たし、1997年より審判部主任。2009年には副部長に昇格した（役職名変更により2011年からクルーチーフとなる）。2014年からはクルーチーフの役を解かれ一般審判員となる。
2009年には第2回ワールド・ベースボール・クラシック（WBC）の審判員として、友寄正人、中村稔、良川昌美らと共に派遣され、2次ラウンド2組の一塁・三塁塁審として4試合に出場した。
近年、大半の審判員は球審を務める際、スロートガード一体型のマスクを使用しているが、渡田は2011年シーズンまでスロートガード装着型のマスクを使用し、2012年シーズンからウィルソン社のスロートガード一体型のマスクを使用していた。2013年シーズン以降は、スロートガード一体型のマスクにスロートガードを装着していた。
2015年のシーズン終了をもって現役を引退した。最終出場試合は同年10月6日に楽天Koboスタジアム宮城で開催された東北楽天ゴールデンイーグルス対千葉ロッテマリーンズ第25回戦（二塁塁審）だった。
2016年より審判技術委員となった。
2020年7月6日、肺腺癌のため、東京都内の自宅で死去。62歳没。

## 判定に関連するエピソード
- 2001年8月10日の読売ジャイアンツ（巨人）対ヤクルトスワローズ第20回戦（東京ドーム）で三塁塁審を務めていた渡田は、6回裏（巨人の攻撃）に仁志敏久が打った左翼側ファウルポール付近への打球を本塁打と判定したが、ヤクルトの若松勉監督の抗議によって審判団が協議した結果、ファウルボールの判定となった。すると今度は巨人の長嶋茂雄監督が抗議を始め、試合は合計で16分間中断した。セ・リーグより審判部に対して、判定に疑問がある場合には抗議を受ける前に全審判員で協議を行うよう申し入れが行われた。なお、この試合は巨人の球団創立以来8000試合目だった。
- 2001年8月16日のヤクルト対横浜ベイスターズ（明治神宮野球場）第19回戦に二塁塁審として出場した渡田は、延長12回表（横浜の攻撃）の一死三塁の場面で佐伯貴弘の打球を左翼手が直接捕球したと判断して打者にアウトを宣告したが、横浜の森祇晶監督から「ワンバウンドで捕球した」という抗議を受け、試合は28分間中断した。森は「試合続行を拒否した」という理由で同試合の球審だった井野修審判員から退場を命じられた。前述した試合から1週間足らずの再度のトラブルに、渡田に対してセ・リーグから「最近の審判活動を見て、精神的に動揺しており不安がある」として10日間の休養処分（事実上の謹慎処分）が下された。
- 2009年の第2回WBC 2次ラウンド2組のGAME 4、プエルトリコ代表対ベネズエラ代表戦（ドルフィン・スタジアム）で渡田は三塁塁審を務めた。7回表、ベネズエラのラモン・ヘルナンデスの打球は左中間フェンスを大きく越えたがグラウンドに跳ね返ってきたため、MLBより派遣された二塁塁審のマーク・ウェグナーは「インプレー」（フェンスを越えていない、即ちボールデッドでない）と判定し、ベネズエラのルイス・ソーホー監督が抗議した。審判団は大会規定によりビデオ判定を行おうとしたが、映像が届かず協議となり、渡田が自信を持って打球がフェンスを越えたと主張したため渡田の主張が採用され、本塁打として試合が再開された。両チームとも異議なく承諾し、試合は無事終了した。
- 2015年6月2日の横浜DeNAベイスターズ対ソフトバンク第1回戦（横浜スタジアム）の7回表（ソフトバンクの攻撃）、DeNAが3対2でリードしている二死満塁の場面で柳田悠岐の打球は鋭く二遊間を破り、三塁走者と二塁走者が相次いで本塁に触れた。だが実際にはこの打球は外野へ達する前に二塁塁審の渡田の足に触れており、従ってボールデッドになるとともに、打者走者に1個の安全進塁権が与えられる（満塁であるため塁上の各走者も同様）のみ[6]であるから、既に本塁に達していた二塁走者は三塁に戻され、三塁走者の得点のみが認められた。ソフトバンクの工藤公康監督は公認野球規則を示しながら猛抗議するも、規則通りの判定であったため当然受け入れられなかった。渡田はこのプレーについて「当たった私が悪い。柳田君の打球が速く、ラインドライブがかかり避けきれなかった。こんなことは（審判員を）35年やってて初めて」と発言した[7]。

## 審判員出場記録
- 初出場：1985年4月18日、ヤクルトスワローズ対広島東洋カープ第3回戦（明治神宮野球場）、左翼線審
- 出場試合数：2778試合（セ・リーグ2418、パ・リーグ147、交流戦162、日本シリーズ23、オールスター9、クライマックスシリーズ16、アジアシリーズ3）
- オールスターゲーム出場：5回 - 1990年（第1戦で球審）、1993年、1997年（第1戦で球審）、2003年、2010年
- 日本シリーズ出場：5回 - 2003年（第2戦で球審）、2006年（第3戦で球審）、2007年（第2戦で球審）、2010年（第1戦で球審）、2012年